# Jōji Shibue
Jyoji Shibue est un acteur japonais né le 15 mars 1983 à Nagano, au Japon. Il mesure 1,83 m. Son groupe sanguin est O. Il aime écouter la musique et collectionner divers bibelots, et a des capacités dans les sports de raquette.
Son premier rôle est celui de Chiba Mamoru (Tuxedo Kamen/Prince Endymion) dans la série live Pretty Guardian Sailor Moon, de 2003 à 2005.

## Filmographies

### Séries TV
- 2005/???? : Kamen Rider Hibiki - Séries TV. dans le rôle de Iori Izumi/Kamen Rider Ibuki.
- 2003/2005 : Pretty Guardian Sailor Moon - Séries TV live action. dans le rôle de Tuxedo Kamen/Prince Endymion.

### DVD
- 2004/2005 : Pretty Guardian Sailor Moon - volume 1 à 12.
- 2004 : Pretty Guardian Sailor Moon: Kirari Super Live
- 2004 : Pretty Guardian Sailor Moon: Act Special
- 2004 : Pretty Guardian Sailor Moon: Act Zero